# مشهدیلی‌یر
مشهدیلی‌یر (به ترکی آذربایجانی: Meshadilyar) یک منطقهٔ مسکونی در جمهوری آذربایجان است که در شهرستان نفت‌چاله واقع شده‌است.